# Gat amagat
"Gat amagat" (títol original en anglès "Catspaw") és el setè episodi de la segona temporada de la sèrie de televisió de ciència-ficció estatunidenca Star Trek. Escrit per Robert Bloch i dirigit per Joseph Pevney, va ser el primer emès el 27 d'octubre de 1967.
La tripulació de l' Enterprise es troba amb dos extraterrestres d'una altra galàxia amb poders d'aparença màgica. Aquest episodi va ser el primer filmat que va incloure a la sèrie regular Pavel Chekov (Walter Koenig), encara que es va emetre després de diversos altres episodis amb el personatge ja emès; l'emissió es va retardar perquè coincidís amb Halloween.

## Argument
L'USS Enterprise, sota el comandament del capità Kirk, orbita al voltant del planeta aparentment sense vida Pyris VII. S'ha perdut el contacte amb el grup d'aterratge, format per l'enginyer en cap Scott, Tinent Sulu, i el tripulant Jackson. Jackson demana que el transportador torni a la nau, però cau mort de la plataforma. La seva boca oberta emet una veu estranya, dient al capità Kirk que l’Enterprise està maleïda i ha d'abandonar el planeta immediatament, o la mort seguirà.
Kirk es veu amb el primer oficial Spock i el cap de metge Dr. McCoy per buscar els tripulants desapareguts, deixant l'enginyer en cap adjunt DeSalle a càrrec de Enterprise. El grup d'aterratge es troba amb tres aparicions que apareixen com a bruixes, que adverteixen a l'equip d'aterratge que no procedirà més. L'equip ignora els avisos i descobreix el que sembla ser un castell de l'edat mitjana.
Entrant al castell, el grup de desembarcament es troba amb un gat negre que porta un penjoll de diamants. Mentre segueixen el gat, el terra s'ensorra i els fa caure inconscients. Quan es desperten, es troben retinguts en una masmorra. Aviat apareixen Scott i Sulu, caminant com si estiguessin en trànsit, i desbloquegen les seves restriccions.
Kirk i els altres intenten dominar-los, però de sobte es troben en una altra part del castell, amb un home robat, Korob, i el gat negre, a qui sembla consultar per demanar consell. Spock comenta que no se sap que hi hagi vida al planeta, i en Korob admet que no és nadiu. El gat surt de l'habitació, i entra la bonica companya de Korob, Sylvia, que porta un penjoll idèntic al del gat. Com a demostració del seu poder, pel qual afirma haver matat Jackson, Sylvia penja un model en miniatura d' Enterprise sobre una espelma encesa, després de la qual cosa la tripulació de l' Enterprise real informa d'un ràpid augment de la temperatura del casc.
Kirk es rendeix de mala gana i s'ofereix a cooperar. Aleshores, en Korob envolta la maqueta de la nau amb un prisma de cristall, informant-los que l’"Enterprise" ha estat envoltat en un camp de força impenetrable. Aleshores, Kirk i Spock són conduïts de nou al calabós.
Al cap d'una estona apareix McCoy, en tràngol, i porta en Kirk de tornada a Sylvia. Sylvia vol experimentar sensacions humanes, i apareix en diverses formes femenines per estimular l'interès de Kirk. Kirk segueix jugant mentre intenta obtenir informació. La Sylvia li diu a Kirk que ella i en Korob són exploradors d'una altra galàxia, que exerceixen el seu poder mitjançant un dispositiu anomenat transmutador, que els dóna control sobre la matèria. Llavors, Sylvia s'adona que Kirk l'està utilitzant i, enfadada, l'envia de tornada al calabós. En Korob ve a alliberar en Kirk i en Spock, dient-los que ha alliberat la seva nau, i els insta a marxar immediatament, ja que ja no pot mantenir la Sylvia sota control. La Sylvia, en forma de gat gegant, l'ataca. Korob deixa anar el seu ceptre i en Kirk l'agafa, endevinant que és el transmutador.
Kirk li diu a la Sylvia que té el transmutador. El destrueix quan ella l'amenaça amb un faser. El castell desapareix i Sulu, Scotty i McCoy tornen a la normalitat. Mirant cap avall, Kirk veu dues criatures minúscules blaves i grogues, aparentment les formes reals de Korob i Sylvia. Incapaços de sobreviure sense el transmutador, les dues criatures moren i es desintegren.

## Doblatge al català
L’episodi va ser doblada al català pels estudis Tecni-3 (primera part) i Diálogo (segona part) i emés a TV3 l’any 1989.
| Personatge                | Actor/actriu     | Veu en català                      |
| ------------------------- | ---------------- | ---------------------------------- |
| James T. Kirk             | William Shatner  | Jordi Boixaderas                   |
| Spock                     | Leonard Nimoy    | Isidre Sola i Llop                 |
| Leonard McCoy             | DeForest Kelley  | Eduard Lluís Muntada               |
| Montgomery Scott 'Scotty' | James Doohan     | Joan Carles Gustems Domènec Farell |
| Nyota Uhura               | Nichelle Nichols | Glòria Roig Azucena Díaz           |
| Hikaru Sulu               | George Takei     | Jaume Nadal Enric Cusí             |
| Pavel Chekov              | Walter Koenig    | Quim Roca Pep Madern               |
| Sylvia                    | Antoinette Bower | Roser Cavallé                      |
| Korob                     | Theo Marcuse     | Joaquim Cardona                    |
| Oficial Kyle              | John Winston     | Jordi Vilaseca                     |
| Tinent Leslie             | Eddie Paskey     | Enric Isasi-Isasmendi              |

## Producció
Bloch va escriure aquest episodi, basant-se en una història seva, "Broomstick Ride" (1957) i també va escriure l'episodi de Star Trek, "De què són fetes les nenes petites?" Tots dos esmenten "Old Ones". personatge de l'enginyer en cap DeSalle va aparèixer anteriorment als episodis "El senyor de Gothos" i "A aquest costat del Paradís" amb una camisa de comandament daurada.
La capa que va utilitzar Gilligan a "Lovey's Secret Admirer" (emès el 23 de gener de 1967) també va ser usada per Korob a "Gat amagat" (27 d'octubre de 1967).

## Recepció

### Resposta crítica
L'any 2017, H&I va incloure "Gat amagat" a una llista d'episodis "estranys, inquietants i francament espantosos" de la sèrie. La llista assenyalava que l'episodi va ser escrit per Robert Bloch, escriptor del famós thriller psicològic Psycho.
In 2017, H&I included "Catspaw" in a list of "eerie, disturbing and downright scary" episodes of the series. The list noted that the episode was written by Robert Bloch, writer of the famous psychological thriller Psycho.
El 2020, Den of Geek va classificar "Gat amagat" com el 28è episodi més espantós de tots els episodis de televisió de la franquícia de Star Trek, incloses sèries de televisió posteriors.
El 2021, ScreenRant va classificar "Gat amagat" com el 10è episodi més espantós de tots els episodis de televisió de la franquícia de Star Trek, incloses les sèries posteriors.
El 2024 Hollywood.com va classificar Gat amagat al número 50 dels 79 episodis de la sèrie original, titllant-lo d'"elegant i ximple".

## Estrena
Gat amagat va ser llançat a VHS el 15 d'abril de 1994, per CBS Paramount International Television.

## Refefències
1. ↑  Gat amagat a eldoblatge.com
2. ↑   Star Trek and Philosophy: The Wrath of Kant. 35. 1st.  Chicago: Open Court Publishing Company, 2008 (Popular Culture and Philosophy). ISBN 978-0812696493.
3. ↑  Baker, 2018, p. 218.
4. ↑  «Was the Star Trek episode Catspaw originally intended as a Halloween episode or was it just coincidence?».
5. ↑  «Remembering Star Trek's Halloween Special, "Catspaw"». [Consulta: 25 març 2020].
6. ↑  Fitxa de doblatge de Star Trek a eldoblatge.com
7. ↑  «Star Trek Re-Watch: "Catspaw" (Halloween Edition)», 30-10-2009.
8. ↑  «Jake Sisko’s Dos and Don’ts for #NaNoWriMo».
9. ↑  «18 eerie, disturbing and downright scary Star Trek episodes». H&I. Arxivat de l'original el 2019-06-05. [Consulta: 5 juny 2019].
10. ↑  «The Scariest Star Trek Episodes» (en anglès americà). Den of Geek, 12-10-2020. [Consulta: 13 febrer 2021].
11. ↑  «10 Scariest Episodes Of Star Trek, Ranked» (en anglès americà). ScreenRant, 01-02-2021. [Consulta: 13 febrer 2021].
12. ↑  Blauvelt, Christian. «Ranking All 79 'Star Trek: The Original Series' Episodes from Worst to Best». Hollywood.com, 18-05-2013. [Consulta: 8 juny 2019].
13. ↑  «Catspaw». CBS Paramount International Television (VHS) (Los Angeles: CBS Television Studios). April 15, 1994. ASIN 630021334X.